# 君にジュースを買ってあげる♥
「君にジュースを買ってあげる♥」（きみにジュースをかってあげる）は、グループ魂の3枚目のシングル。2005年10月26日にKi/oon Recordsから発売。

## 概要
メンバーが関連する劇団大人計画ウーマンリブの公演『轟天VS港カヲル 〜ドラゴンロック!女たちよ、俺を愛してきれいになあれ〜』で使用された劇中歌をグループ魂の楽曲としてリメイクし、シングル化したものである。劇中ではグループ魂のMCも務める『港カヲル』（皆川猿時）の偽者『巷カヨル』の登場曲として使用されていた。カヨルは公演期間中に日替わりでシークレットゲストが演じており、のちにグループ魂のメンバー『破壊』としてレコーディング版のボーカルを務めた阿部サダヲをはじめとして、中村獅童、佐藤隆太、岡田義徳、松尾スズキ、荒川良々、古田新太、右近健一、池田成志、峯田和伸、長井秀和、おぎやはぎと様々な顔ぶれとなっている。
一般的な恋愛関係において、男性側の経済的、またはその他の負担が大きいことを皮肉った歌詞となっている。
冒頭、2番の最後、曲の最後に舞台での演出がそのまま反映されたセリフがある。恋人に対し、主人公はジュースを買ってあげたり電車でかばんを持ってあげたりと細やかな気配りを示すが、その代わり相手には食事代や家賃、光熱費を全部出すよう要求したり、席を譲れと強要したりする。それでも、主人公はこれをあくまで負担を平等に分け合っている関係で恋の理想形だと自画自賛する内容である。曲後半の台詞では所持金が10円足りず、結果「また今度ね」とジュースすら買ってあげられないというオチが付いている。台詞の最後に「な!!」と叫ぶのは長江健次（良い子悪い子普通の子）のパロディ。PVとコマーシャルではメンバー全員が（ただし港カヲルのみ犬の着ぐるみ）学生服姿で実際に女子バスケットボール選手にジュースを渡している。なお、曲後半に入るセリフに登場するジュースはメンバーが中高生時分の定番商品コーラ、ファンタとレア商品サスケ。PVでのヒロインは平田薫。
『第56回紅白歌合戦』でこの曲が歌われたが、上記の台詞に広告・宣伝放送を禁止した放送法83条1項及び日本放送協会定款51条に抵触する「商品名」が入っている為、そのまま使えず、審査員の琴欧州との掛け合いに変更している。その際琴欧州に「ブルガリアヨーグルト」と誘導尋問のような形で破壊が商品名を言わせている。なお、事前に琴欧州本人に「曲の合間に軽いインタビューをする」としか伝えておらず、破壊に「何してる人だっけ？」と聞かれ「ballet」とアドリブでボケたため、破壊が一瞬戸惑う様子が放送され、破壊も｢予定に無いこと言うと、どんどん時間が延びてくよ｣と咄嗟にアドリブで返した。
歌手のやしきたかじんに自身のテレビ番組『たかじんの胸いっぱい』にて「(暴力ふるうなんて)最低やないか！」「ジュースジュースしつこい！」などと歌詞を酷評された。そのアンサーソングとしてたかじんをネタにした「花やしきいまじん」という楽曲を暴動は作詞している。（ミニアルバム『嫁とロック』にシークレットトラックとして収録。）

## 収録曲
（全作詞：宮藤官九郎）
1. 君にジュースを買ってあげる♥ [3:39]
作曲・編曲：富澤タク
2. 親戚ショック! [2:33]
作曲：宮藤官九郎、編曲：グループ魂

## タイアップ
- 君にジュースを買ってあげる♥
  - TX系テレビアニメ『ケロロ軍曹』3代目オープニングテーマ（第79話 - 第103話）。また、同アニメでタママ二等兵がこの曲の鼻歌を歌っていたことがある。
  - 同じくケロロ軍曹のDVD『ケロロ軍曹2』のCMソング。

## 収録アルバム
| 曲名                        | 収録アルバム | 発売日         | 規格品番      | 備考                                               |
| --------------------------- | --- | -------------- | ------------- | -------------------------------------------------- |
| 君にジュースを買ってあげる♥ | 『TMC』 | 2005年11月23日 | KSCL-929      |                                                    |
| 君にジュースを買ってあげる♥ | 『実録!グループ魂全国ツアー「客VS俺!どっちがスケベか競争して来たど!15番勝負」』                                               | 2011年4月13日  | KSCL-1749     | ライブ音源                                         |
| 君にジュースを買ってあげる♥ | 『グループ魂のGOLDEN BETTER 〜ベスト盤じゃないです、そんないいもんじゃないです、でも、ぜんぶ録り直しましたがいかがですか?〜』 | 2014年10月29日 | KSCL-2490/1   | 「君にジュースを買ってあげる♥ better」として収録。 |
| 君にジュースを買ってあげる♥ | 『実録! グループ魂の納涼ゆかた祭り 東京仙台大阪福岡の隠し録り』                                                               | 2015年10月28日 | KSCL-2630     | ライブ音源                                         |
| 君にジュースを買ってあげる♥ | 『実録!港カヲル人間生活46周年コンサート 〜演奏・グループ魂〜 (東京大阪いいとこ録り)』                                         | 2017年7月5日   | KSCL-2935     | ライブ音源                                         |
| 君にジュースを買ってあげる♥ | 『氣志團万博2018 〜房総爆音爆勝宣言〜』                                                                                       | 2018年9月12日  | AVCD-93993〜5 | ライブ音源                                         |